# Rue de Trévise (Paris)
Pour les articles homonymes, voir Rue de Trévise.
La rue de Trévise est une voie publique du quartier du Faubourg-Montmartre (9e arrondissement de Paris).

## Situation et accès
La rue est desservie par les stations Cadet de la ligne 7 et Grands Boulevards des lignes 8 et 9.

## Origine du nom

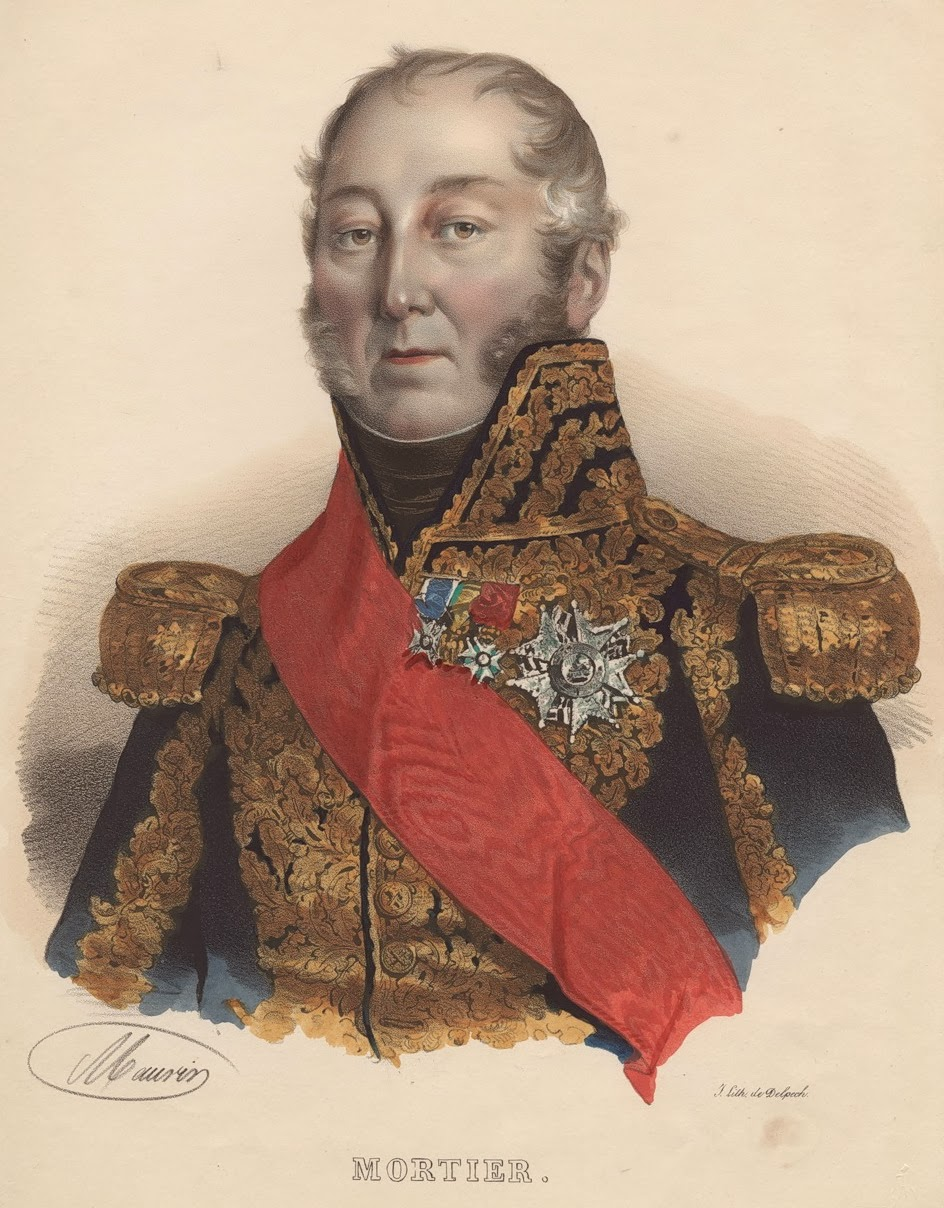
Édouard Mortier, duc de Trévise.

Cette voie est nommée en référence à l'hôtel particulier du maréchal Mortier duc de Trévise (1768-1835) sur laquelle elle fut ouverte.

## Historique
Cette voie a été ouverte sous sa dénomination actuelle par une ordonnance du 14 décembre 1836, sur l'emplacement de l'ancien hôtel particulier du maréchal Mortier, duc de Trévise, entre la rue Richer et la rue Bleue.
Elle est prolongée une première fois, vers le sud, par une ordonnance du 11 août 1844 entre la rue Richer et la rue Bergère, puis une seconde fois, vers le nord, entre la rue Bleue et la rue Lafayette par un décret du 27 août 1859. Ce dernier percement fait disparaître la maison du 22, rue Bleue, orientée vers le sud, face à la rue de Trévise, qui avait été le domicile de Gustave et Jane Monod et le lieu de naissance de leur fils Charles Monod (1843-1921).
Le 8 mars 1918, durant la Première Guerre mondiale, une bombe lancée d'un avion allemand explose au no 22 rue de Trévise.
Dans la matinée du 12 janvier 2019, une violente explosion, due au gaz, se produit à l'intersection des rues de Trévise et de Sainte-Cécile, en sous-sol de l'immeuble du no 6, causant la mort de quatre personnes dont deux pompiers, d’une touriste espagnole et d’une infirmière, et blessant 66 personnes, dont certaines grièvement. 150 habitants de la rue quittent leur logement sinistré. Sous l'onde de choc qui se propage dans les rues environnantes, plusieurs voitures sont renversées et incendiés et aux alentours les vitres des immeubles se brisent jusqu'à une distance d'une centaine de mètres. La circulation est interdite sur la portion de la rue de Trévise entre la rue Bergère et les rues de Montyon et de Sainte-Cécile. Vers la fin de l'année 2019, les immeubles des 4 et 6 rue de Trévise, 3-5-7 rue de Trévise et 13 rue Sainte-Cécile demeurent placés sous arrêté d’interdiction d’occupation compte tenu de l’état de dangerosité du bâti. La zone est fermée par une palissade gardiennée 24h/24. En janvier 2023, quatre ans après la catastrophe, la palissade est toujours en place.
.

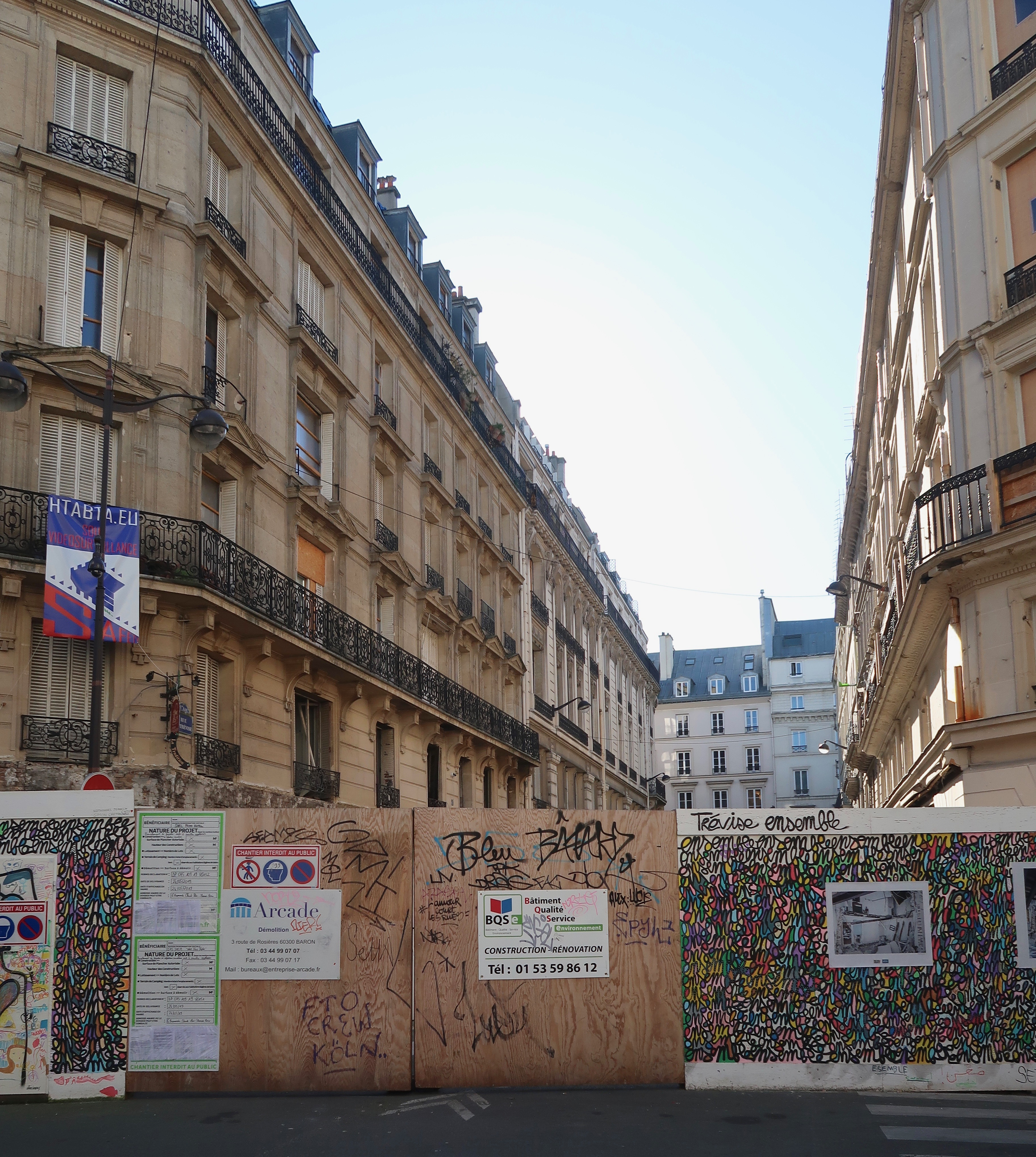
La rue de Trévise bloquée en janvier 2020, un an après l'explosion.

## Bâtiments remarquables et lieux de mémoire
- No 6, et 15 rue Sainte-Cécile : immeuble haussmannien fortement endommagé le 12 janvier 2019 vers 9 h, lors de l'explosion de la rue de Trévise, accidentelle, due au gaz, dans le sous-sol, causant l'effondrement du sol du bâtiment et un début d'incendie[5], de dernier étant circonscrit dans la matinée. Quatre personnes sont décédées dans l'accident, une centaine sont blessées dont dix grièvement[5].

À la suite du constat de nombreux manquements, la mairie de Paris et le syndic de copropriété gérant l'immeuble sont mis en examen les 8 et 11 septembre 2020 pour « homicides et blessures involontaires, destruction, dégradation ou détérioration par l’effet d’explosion ou d’incendie ». En mars 2022, la cour d'appel accède à leur requête de réalisation d'une contre-expertise technique. La magistrate chargée de l'enquête à la suite de deux prédécesseurs relance alors l'instruction, qui n'est pas encore close en février 2023.
- No  14 :  théâtre Trévise et foyer pour étudiants qui occupe le bâtiment depuis 1893, géré par l'Union chrétienne de jeunes gens (UCJG), correspondante française des Young Men's Christian Association.

C'est dans le gymnase de ce foyer qu'est disputé le 27 décembre 1893 le premier match de basket-ball en France, et en Europe. L'événement a lieu un an après le premier match disputé en public, dans le gymnase du Springfield College aux États-Unis dont les éléments ont été acheminés jusqu'au gymnase de la rue de Trévise de façon à le reconstituer à l'identique,. Durant l’entre-deux-guerres, les installations de l’UCJG comportaient une piscine où l’on pouvait se baigner nu. Le terrain de basket est connu pour être le plus vieux au monde ; il va connaître[Quand ?] une rénovation totale ainsi que la piscine,,,.
- No 28 : école de coiffure depuis 1945, plus récemment ISEC. Elle prépare au CAP coiffure, puis au BP coiffure et CQP responsable de salon de coiffure. Elle a été fréquentée entre autres par Théo Sarapo, le dernier mari d'Édith Piaf[réf. nécessaire].
- No 32 :  hôtel Bony, ancien hôtel particulier du duc de Trévise, classé au titre de monument historique[réf. nécessaire].
- No 49 : René Thorel (1877-1916) y voit le jour.

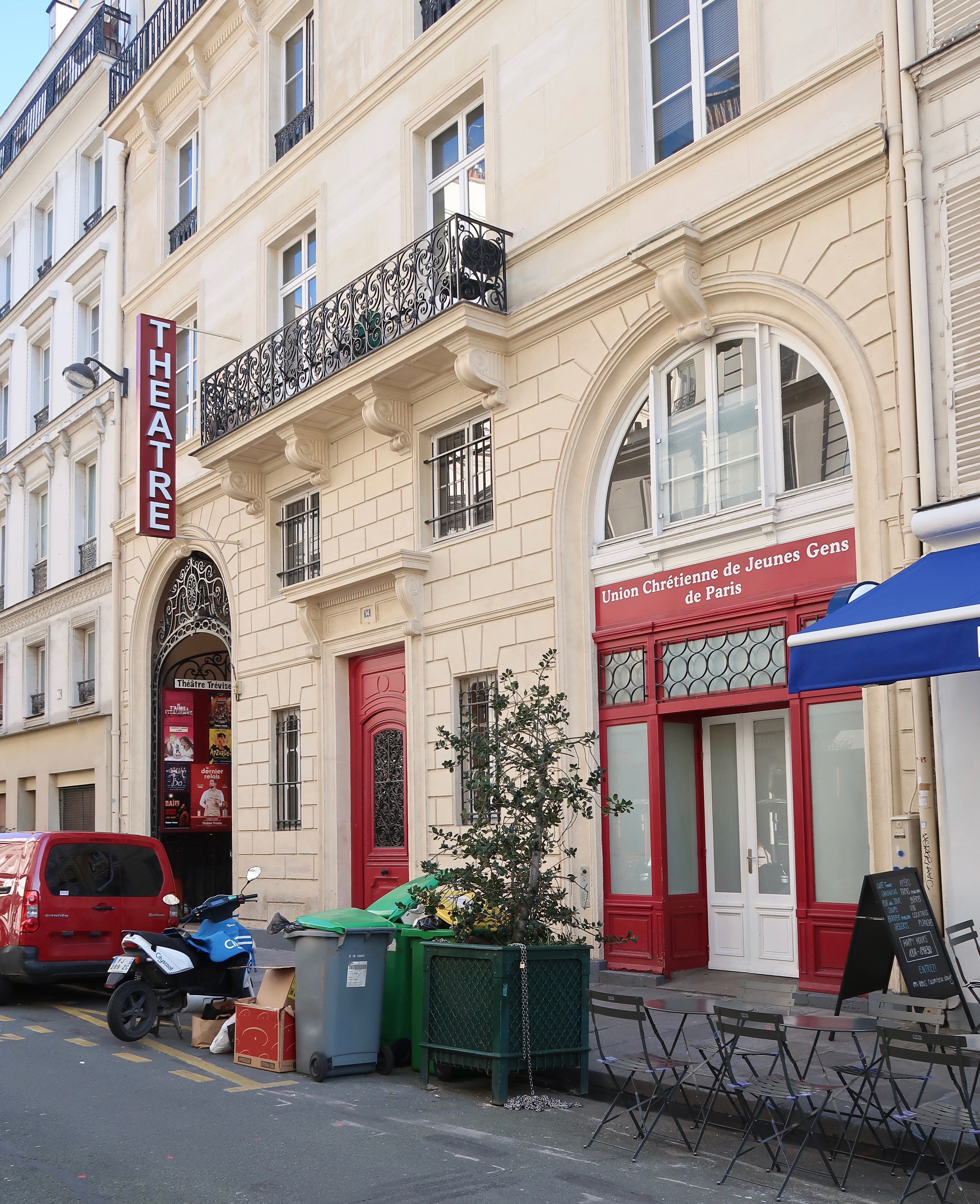
Le théâtre Trévise et le Foyer de l'Union chrétienne des jeunes gens de Paris.
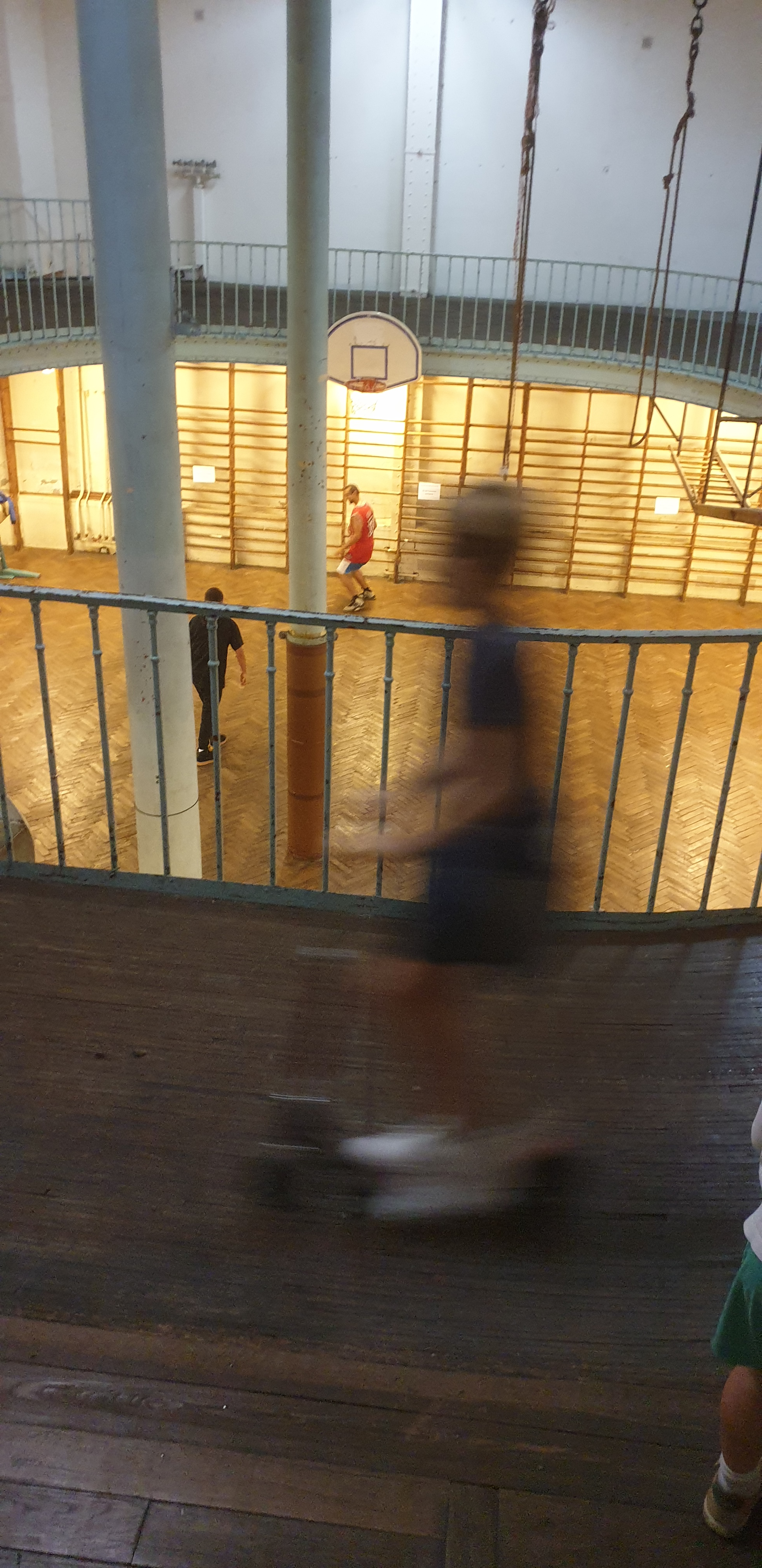
Terrain de basket de l'Union chrétienne de Jeunes gens (UCJG) de Paris, 14 rue de Trévise.